# Habt
Le Habt (en arabe : بلاد الهبط) est une région historique et géographique du Maroc, située au nord-ouest. La population est surtout arabophone.

## Toponymie
Le toponyme « Habt », qui remonte probablement aux Idrissides, signifie « descente ».

## Géographie
Le Habt se caractérise par la présence de plaines et de montagnes. Il comporte les plaines du Gharb et du Khlot, ainsi qu'une partie de la Djebala (région montagneuse).
Léon l'Africain — diplomate et explorateur de l'Afrique du Nord des XVe et XVIe siècles — l'a ainsi décrit : 

« Cette province prend son commencement au fleuve Guarga du côté du Midy et de celui de tramontane se termine à la mer océane ; devers ponant confine avec les marets d'Azgar et de la partie du levant aux montagnes, qui sont sur le détroit des colonnes d'Hercule, ayant de longueur cent mille et octante en largeur. »

## Histoire
Le Habt a fait partie, du fait de sa proximité avec le territoire d'al-Andalus, des premières zones arabisées au Maroc.
Selon Léon l'Africain, une province du Habt (‘amalat al-Habt) a été fondée au temps des Wattassides. Deux siècles plus tard, sous les Alaouites, la région de la Djebala et du Faḥṣ (nāḥiyat Jbāla wa al-Faḥṣ) l'a administrativement supplantée.